# Erich Wittmann
Erich Christian Wittmann (* 1939) ist ein deutscher Mathematikdidaktiker und Hochschullehrer.

## Leben
Wittmann studierte ab 1959 Mathematik und Physik an der Universität Erlangen, an der er 1964 seine Lehramtsprüfung absolvierte, nach der zweiten Staatsprüfung 1966 wissenschaftlicher Assistent war und 1967 bei Wilhelm Specht promoviert wurde (Übertragung der Fittingschen Strukturanalyse auf unendliche Gruppen). Ab 1969 war er Professor für Didaktik der Mathematik an der Pädagogischen Hochschule Ruhr, die 1980 in der Universität Dortmund aufging. 2004 wurde er emeritiert.
1998 wurde ihm von der Universität Kiel die Ehrendoktorwürde verliehen und 2000 hielt er einen Plenarvortrag auf dem 9. International Congress on Mathematical Education (ICME) in Tokio.
Er befasst sich mit Grundlagenfragen des Mathematikunterrichts (Anwendung der Lehren von Jean Piaget), Elementargeometrie, Entwurf von Lernumgebungen und Mathematikunterricht an Grundschulen. Er ist Initiator des Projekts Mathe 2000 für Mathematikunterricht an der Grundschule.
2013 erhielt er den Johannes-Kühnel-Preis.

## Schriften
- Grundfragen des Mathematikunterrichts, 6. Auflage, Vieweg 1995 (zuerst 1974).
- mit  G. N. Müller, Heinz Steinbring (Hrsg.): Arithmetik als Prozess. Seelze: Kallmeyer 2004.
- Assessing Preschoolers' Geometric Knowledge. In B. Clarke (Hrsg.): International Perspectives on Learning and Teaching Mathematics, Göteborg: National Center for Mathematics Education 2004, S. 113–126.
- Eine Leitlinie zur Unterrichtsentwicklung vom Fach aus: (Elementar)-Mathematik als Wissenschaft von Mustern In: Der Mathematikunterricht, Band 50, 2005, Heft 2/3, S. 5–22.
- Mathematische Bildung, in L. Fried, S. Roux: Handbuch der Pädagogik der frühen Kindheit, Weinheim: Beltz 2006.
- mit Gerhard N. Müller: Muster und Strukturen als fachliches Grundkonzept, in G. Walther u. a. (Hrsg.): Bildungsstandards für die Grundschule: Mathematik konkret. Berlin: Cornelsen Scriptor, S. 40–63.
- mit Gerhard N. Müller: Das kleine Zahlenbuch, Kallmeyer 2002.
- mit Gerhard Müller: Das Zahlenbuch, Klett 2005.
- Christian Wittmann, Erich: Design und Erforschung  von Lernumgebungen als Kern der Mathematikdidaktik. 1998, ISSN 0259-353X, doi:10.25656/01:13385 (pedocs.de [abgerufen am 6. November 2022]).
- mit Gerhard N. Müller: Handbuch produktiver Rechenübungen, Klett Schulbuchverlag, ab 1990.
- Elementargeometrie und Wirklichkeit: Einführung in geometrisches Denken, Vieweg, Teubner 1987.
- Mathematisches Denken bei Vor- und Grundschulkindern: eine Einführung in psychologisch-didaktische Experimente, Vieweg 1982.
- mit Gerhard Müller: Der Mathematikunterricht in der Primarstufe: Ziele, Inhalte, Prinzipien, Beispiele, Vieweg 1977.
- Infinitesimalrechnung in genetischer Darstellung, 2 Bände, Ratingen: Henn 1973.